# Agostino Prada
Agostino Prada (Madrano, 2 de abril de 1885 — 7 de fevereiro de 1975) foi um industrial ítalo-brasileiro.
Filho de Giuseppe Prada e Anna Baitella, sua família emigrou para o Brasil quando tinha treze anos de idade. Três anos depois já trabalhava com o irmão no armazém familiar, a Casa Prada, que viria a ser uma grande indústria e célebre fabricante de chapéus.

## Biografia
Agostinho Prada nasceu dia 2 de abril de 1885, na cidade de Madrano, que é uma comunidade italiana da região de Trentino Alto Adiqe, na província de Trento. com cerca de 20.122 habitantes. Estende-se por uma área de 54 km² tendo uma densidade populacional de 372 habitantes por quilómetro quadrado.
Agostinho Prada é filho de Giuseppe Prada e Anna Baitella, sua família emigrou-se para o Brasil quando ele tinha treze anos de idade. Três anos depois já trabalhava com o irmão no armazém familiar, a Casa Prada, que viria a ser uma grande indústria e célebre fabricante de chapéus. Sua vida foi marcada por corajosas iniciativas e nobres atos.
Aos 16 anos, já era interessado pela firma, assumindo a gerência dos negócios na ausência do irmão José Prada. A firma entrou como acionista na nascente sociedade que explorava os serviços de eletricidade de Limeira.
Em 1906 comprou a sua casa de moradia, pertencente ao médico António Cândido de Camargo, que tinha se transferido para São Paulo. Esta residência é o prédio da ex-prefeitura na Rua Barão de Cascalho. Já tinha o seu automóvel um dos primeiros que houve no Brasil. Montou na garagem anexa a essa casa, uma fábrica de gelo, com máquina importada da Alemanha.
Comprou para a firma um terreno perto da estação e lá instalou uma máquina de beneficiar arroz, também alemã. Formou a firma Cruz, Prada & Cia. para exploração dos serviços telefónicos de Rio Claro. Essa empresa constituiu a rede de interurbano que ligava Campinas, Rebouças, Vila Americana, Limeira, Cordeiro, Rio Claro, Corumbatay e São Carlos.
Em 1907, com o início da fabricação de chapéus de pelo em dependência da sua residência, com trinta empregados, foi plantada a semente daquela que viria a ser a maior fábrica do género. No ano de 1908 casou-se com D. CIélia Cocito e foram os pais de Aldo, Ada, Remo e Túlio.
Agostinho Prada faleceu dia 7 de fevereiro de 1975, na sua fazenda de Santa Rita, aos 89 anos de idade.
Seu nome foi dado ao estádio municipal de Limeira.